# Cyprian Celiński
Cyprian Celiński (zginął  19 lutego 1863 w bitwie pod Krzywosądzem) – major wojsk polskich w czasie powstania styczniowego.
Był oficerem wojsk powstańczych w czasie powstania listopadowego, odznaczył się również w powstaniu wielkopolskim w 1848 roku. Później przebywał w Paryżu, gdzie był znany jako „hulaszcza i tęgiej ręki postać”.
Był jednym z bliższych przyjaciół gen. Ludwika Mierosławskiego. Z myślą o zbliżającym się powstaniu opracował dla niego w 1860 roku (miał wtedy stopień kapitana) instrukcje i regulaminy wojskowe w języku polskim, niezbędne do właściwego i metodycznego kształcenia dla piechoty wzorowane na rozwiązaniach funkcjonujących w armiach europejskich.
W bitwie pod Krzywosądzem, już jako major, bił się początkowo u boku Mierosławskiego, jednak po wycofaniu się generała z pola walki, zginął w walce otoczony przez Rosjan.